# Грубов
Грубов (словац. Hrubov) — село в Словаччині, Гуменському окрузі Пряшівського краю. Розташоване в східній частині Словаччини в південній частині Низьких Бескидів в долині Ондавиці.
Уперше згадується у 1478 році.
У селі є римо-католицький костел з 1780 року в стилі бароко—класицизму, перебудований на початку 19 століття.

## Населення
| Рік:            | 1993 | 2003    | 2013    | 2023    |
| --------------- | ---- | ------- | ------- | ------- |
| Кількість осіб: | 568  | 540     | 501     | 467     |
| Різниця:        |      | -4,92 % | -7,22 % | -6,78 % |

| Рік:            | 2022 | 2023    |
| --------------- | ---- | ------- |
| Кількість осіб: | 471  | 467     |
| Різниця:        |      | -0,84 % |

У селі проживає 492 осіб.
Національний склад населення (за даними останнього перепису населення — 2001 року):
- словаки — 95,10 %,
- цигани — 1,09 %,
- чехи — 0,18 %.

Склад населення за приналежністю до релігії станом на 2001 рік:
- римо-католики — 96,37 %,
- греко-католики — 0,18 %,
- не вважають себе вірянами або не належать до жодної вищезгаданої конфесії — 3,45 %.